# Scaligeria
Scaligeria är ett släkte av flockblommiga växter. Scaligeria ingår i familjen flockblommiga växter.

## Bildgalleri

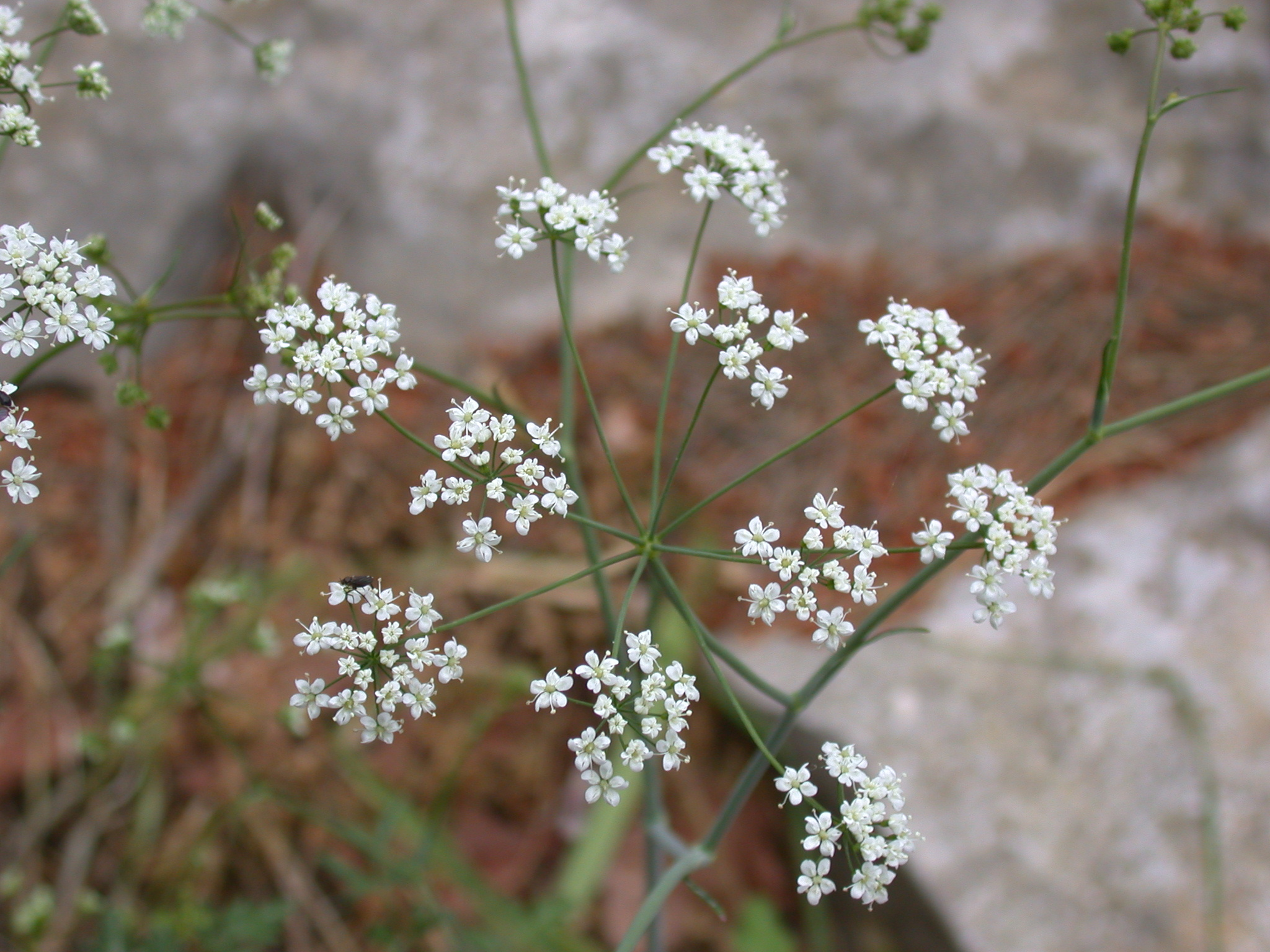

## Dottertaxa tillScaligeria, i alfabetisk ordning[1]
- Scaligeria afghanica
- Scaligeria alaica
- Scaligeria allioides
- Scaligeria assyriaca
- Scaligeria bucharica
- Scaligeria capillifolia
- Scaligeria conica
- Scaligeria cretica
- Scaligeria elata
- Scaligeria falcarioides
- Scaligeria ferganensis
- Scaligeria glaucescens
- Scaligeria gongylotaxis
- Scaligeria halophila
- Scaligeria hermonis
- Scaligeria hirtula
- Scaligeria knorringiana
- Scaligeria kopetdaghensis
- Scaligeria korovinii
- Scaligeria korshinskyi
- Scaligeria kuramensis
- Scaligeria lazica
- Scaligeria lipskii
- Scaligeria meifolia
- Scaligeria microcarpa
- Scaligeria moreana
- Scaligeria multijuga
- Scaligeria napiformis
- Scaligeria nodosa
- Scaligeria oedibasioides
- Scaligeria paniculata
- Scaligeria platyphylla
- Scaligeria podagrarioides
- Scaligeria polyantha
- Scaligeria polycarpa
- Scaligeria samarkandica
- Scaligeria scariosibracteata
- Scaligeria setacea
- Scaligeria stewartiana
- Scaligeria takharensis
- Scaligeria tournefortii
- Scaligeria transcaspica
- Scaligeria tschimganica
- Scaligeria ugamica
- Scaligeria vvedenskyi